# Santa Maria dos Olivais (Tomar)
 (août 2019).
Santa Maria dos Olivais est une freguesia portugaise située dans le district de Santarém.
Avec une superficie de 17,23 km2 et une population de 12 801 habitants (2001), la paroisse possède une densité de 742,8 hab/km2.